# Револт (терористички покрет)
Револт (хебр. המרד) јесте израелско-јеврејска крајње десничарска терористичка група која је извршила напад на палестинску породицу у селу Дума када је у подметнутоме пожару настрадала трочлана палестинска породица (укључујући једногодишње дете). Овај покрет се противи ционизму и Држави Израел, већ се залаже за Краљевство Израел односно теократској држави по законима из Торе. Бројност групе је приближно 30-40 људи. Група, поред подемтања пожара у Думи, одговорна је за још 11 пожара. Порекло имена потиче из манифеста покрета која детаљно описује њихову идеологију за рушење државе. Према Авијаду Менделбојму, ово је најекстремнија група јеврејскога терора која се појавила још од организације Квуцат Ха’меред.
Од 2017. године, група је и даље активна, у ономе што Схин Бет назива „другом генерацијом инфраструктуре побуне”.

## Галерија
- На изгорелим зидинама куће у Думи написано одмазда на хебрејском.